# رشید طاها
رشید طاها (عربی: رشيد طه؛ ۱۸ سپتامبر ۱۹۵۸ – ۱۲ سپتامبر ۲۰۱۸) خواننده، ترانه‌ساز و کنشگر الجزایری مقیم فرانسه بود که بین سال‌های ۱۹۸۰ تا ۲۰۱۸ میلادی فعالیت می‌کرد.
سبک موسیقی او از رای الجزایری تا راک، پانک و موسیقی الکترونیک را دربرمی‌گرفت. از ترانه‌های مشهورش یا رایح را می‌توان نام برد.

## اوایل زندگی
طاها در ۱۸ سپتامبر ۱۹۵۸ در سیق، استان معسکر الجزایر به‌دنیا آمد, منبع دیگری نشان می‌دهد که در شهر ساحلی وهران متولد شده است. این شهر «خاستگاه موسیقی رای» بود و سال ۱۹۵۸ سال کلیدی در مبارزه الجزایر برای استقلال در برابر اقتدار فرانسه بود. او در دهه ۱۹۶۰ شروع به گوش دادن به موسیقی الجزایری کرد، از جمله موسیقی سبک خیابانی به نام شعبی. علاوه بر این، موسیقی منطقه مغرب عربی نیز در تربیت او مؤثر بود.
طاها در ده سالگی به همراه والدینش به فرانسه نقل مکان کرد و در سال ۱۹۶۸ در یک جامعه مهاجر در اطراف شهر لیون فرانسه ساکن شدند. پدرش یک کارگر کارخانه نساجی بود، با ساعات کاری طولانی و حقوق کم. به‌طوری که طبق روایتی، زندگی‌اش با زندگی یک «برده مدرن» مقایسه می‌شد. طاها در سن ۱۷ سالگی روزها در یک کارخانه گرمایش مرکزی کار می‌کرد که به‌عنوان شغلی پست توصیف می‌شد و خودش نیز از این کار متنفر بود، اما شب‌ها به‌عنوان دی‌جی در کلوپ  کار می‌کرد و موسیقی عربی، رپ، سالسا، فانک و هرچیزی پخش می‌کرد.
در اواخر دهه ۱۹۷۰، طاها کلوپ شبانه‌ای را تأسیس کرد و در آن مش‌آپ کلاسیک پاپ عربی را با آهنگ‌های بو دیدلی، لد زپلین و کرافت‌ورک پخش می‌کرد .

## کار حرفه‌ای

### ریشه‌های موسیقی رای

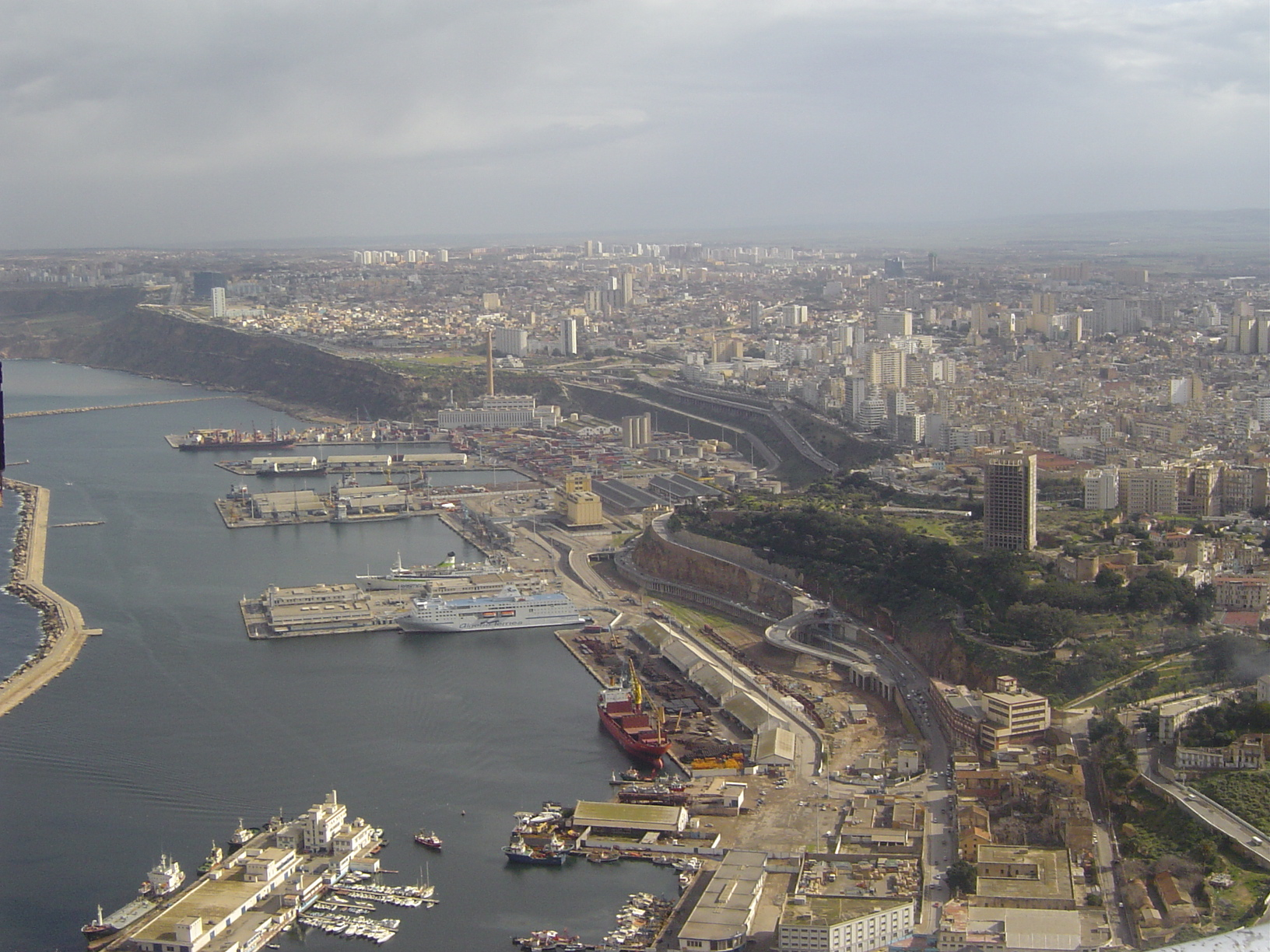
طاها در شهر ساحلی وهران بزرگ شد.

در دهه ۱۹۸۰، موسیقی پاپ بومی الجزایر معروف به رای شروع به جلب توجه بین‌المللی کرد. موسیقی رای در ابتدا مبتنی بر «فرهنگ‌های شهری، که موسیقی را از اوضاع اجتماعی اقتباس می‌کردند» بود و بددهنی توصیف می‌شد. اما زمانی که جوانان در دهه‌های ۱۹۶۰ و ۱۹۷۰ از آن برای «بیان خشم و خواسته‌های خود» استفاده کردند، بیشتر به رسانه‌ای برای اعتراض سیاسی تبدیل شد. طاها پیشنهاد کرد که سبک‌های موسیقی الجزایر و راک «نزدیک به آن، مرتبط هستند». طاها تحت‌تأثیر گروه شعبی مراکشی ناس الگیوانه قرار داشت. این گروه به‌عنوان نمونه مراکشی بیتلز یا استونز توصیف شده است.

### کارت د سژور
طاها در سال ۱۹۸۱ زمانی که در لیون زندگی می کرد با محمد و مختار امینی آشنا شد و هر سه به همراه جمل دیف و اریک واکور گروهی را تشکیل دادند. در سال ۱۹۸۲، خواننده اصلی گروه راک عرب‌زبان بود که آن‌ها را کارت د سژور نامیدند، به‌معنای «کارت سبز» یا «مجوز اقامت». او به دو زبان فرانسوی و عربی می‌خواند. طاها از گروه د کْلَش الهام گرفته است:
کلش جنگ‌طلب و به همان اندازه لذت طلب بودند... و این برای من هیجان‌انگیز بود. شما می‌توانید یک شورشی باشید و در بزرگترین گروه راک‌اند‌رول جهان باشید! همچنین مشخص بود که آن‌ها عاشق موسیقی هستند. جو استرامر هیچ ربطی به نگاه بدبینانه وحشتناک پانک نداشت. در زمان موگادور ۸۱ آن‌ها فقط یک گروه راک‌اندرول نبودند، کار آن‌ها هیپ‌هاپ، رگی، اسکا، کانتری را بود. دیسکو، اما آن را به نظر می رسد خود را. فکر می‌کنم این همان چیزی است که به نوازندگان فرانسوی این اعتماد به نفس را داد تا به هر موسیقی‌ای که علاقه‌مند هستند، بپردازند. از جهاتی نیز ما را به دنیا معرفی کردند. - رشید طاها، در «گاردین»، ۲۰۰۷
طاها با اعضای گروه د کْلَش در پاریس ملاقات کرد:
سپتامبر ۱۹۸۱ بود و طاها درست قبل از این‌که در تئاتر موگادور در پاریس به روی صحنه برود با هر چهار عضو گروه آشنا شد. طاها یک کپی از نوار دمو گروهش، «اجازه اقامت» (Carte de Séjour) را به آن‌ها داد، موسیقی‌ای از لیون که رای الجزایر را با فانک و پانک راک ترکیب می‌کرد. طاها به یاد می‌آورد: «آنها علاقه‌مند به‌نظر می‌رسند، اما وقتی تماس نگرفتند، هیچ فکری به این موضوع نکردم. سپس، چند ماه بعد، صدای قصبه را بلرزان را شنیدم.» این حادثه از آن زمان در اسطوره راک فرانسه ثبت شد. – گزارش در «The گاردین»، ۲۰۰۷

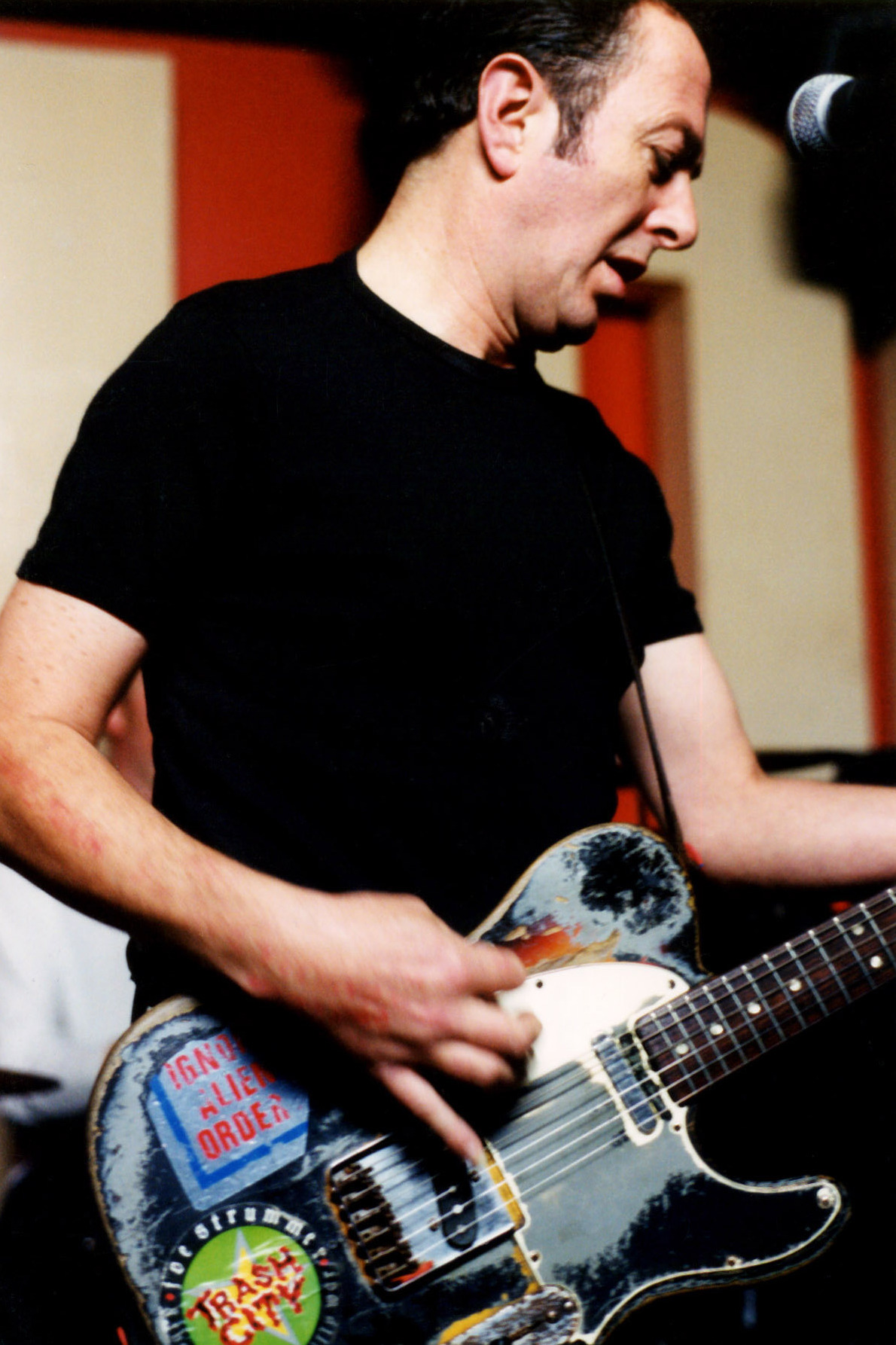
جو استرامر خواننده د کلش

طاها معتقد بود ضبط‌های اولیه او به الهام بخشیدن به د کلش برای ساخت آهنگ «قصبه را بلرزان» کمک کرد. یک خبرنگار موسیقی نیویورک تایمز در مورد نسخه کاور طاها از آهنگ موفق د کلش نوشت که احتمالاً تحت‌تأثیر کارهای قبلی او قرار گرفته است:
آیا «قصبه را بلرزان» با تصاویری از شیخ که در صحرا در کادیلاک رانندگی می‌کرد و رقاصان «فاسد» که دیسکو را رونق می‌بخشید، کیفرخواستی برای جهان نفتی متعصب عرب است، یا یک نقد تند درباره دیدگاه کارتونی غرب از منطقه؟ هیچ شنونده‌ای نمی‌تواند شک کند که هر دو مورد درست است، و یا این‌که آقای طاها، یک آفریقایی شمالی درهم و برهم با صدای وز است که وارث د کلش است. – جودی روزن، ۲۰۰۵
این سال‌ها سال‌های سختی بود، زیرا فروشگاه‌های موسیقی اغلب از فروش ترانه‌ها خودداری می‌کردند «زیرا نمی‌خواستند اعراب وارد مغازه‌هایشان شوند». پول کم بود. این گروه در حومه لیون اجرا کرد. طاها یک آهنگ میهن‌پرستانه فرانسوی به نام «فرانسه شیرین» (به فرانسوی: Douce France) را که پیش‌تر توسط چارلز ترنه در دهه ۱۹۴۰ ضبط شده بود، انتخاب کرد، اشعار آن را حفظ کرد، اما آن را با «کنایه‌ای خشمگنانه» خواند که بسیاری از شنوندگان فرانسوی را عصبانی کرد. چرا که از سوی یک «خواننده عرب ژولیده و بداخلاق» اجرا شده بود، تا جایی که پخش نسخه طاها از رادیو فرانسه ممنوع شد. با این وجود، آهنگ «قرمز» صدا کرد و طاها به‌عنوان هنرمندی جدی شناخته شد. این گروه هرگز به موفقیت تجاری زیادی دست نیافت و در نتیجه طاها مجبور شد روزانه در یک کارخانه کار کند، سپس به‌عنوان نقاش خانه، ظرف‌شوی و بعدتر فروشنده دانشنامه مشغول به کار شود. آن‌ها اولین آلبوم خود، اجازه اقامت را در سال ۱۹۸۳ ضبط کردند. در این سال با کمک گیتاریست بریتانیایی استیو هیلاژ ترانه‌ای را ضبط کردند. طاها در ترانه‌سرایی از زندگی در تبعید و نزاع فرهنگی مرتبط با مهاجران الجزایری در فرانسه نوشت. در سال ۱۹۸۶، کاور پانک-راک تمسخرآمیز «فرانسه شیرین» او به‌عنوان «اعتراض به رفتار یک ملت، با طبقه فرودست مهاجر خود» تلقی شد و باعث ایجاد حیرت در محافل سیاسی فرانسه شد. او در آهنگ «ویولا، ویولا» به نژادپرستی اعتراض کرد. طاها مجبور شد با احساسات ضدعرب کنار بیاید. برای مثال نیویورک تایمز در یک مقاله صفحه اولش اعلام کرد که طاها مصری است تا الجزایری، اما بعدتر اصلاحیه‌ای را منتشر کرد. بعدها، در سال ۲۰۰۷ از طاها به‌عنوان مهاجر در مرکز ملی تاریخ مهاجرت فرانسه نام برده شد.

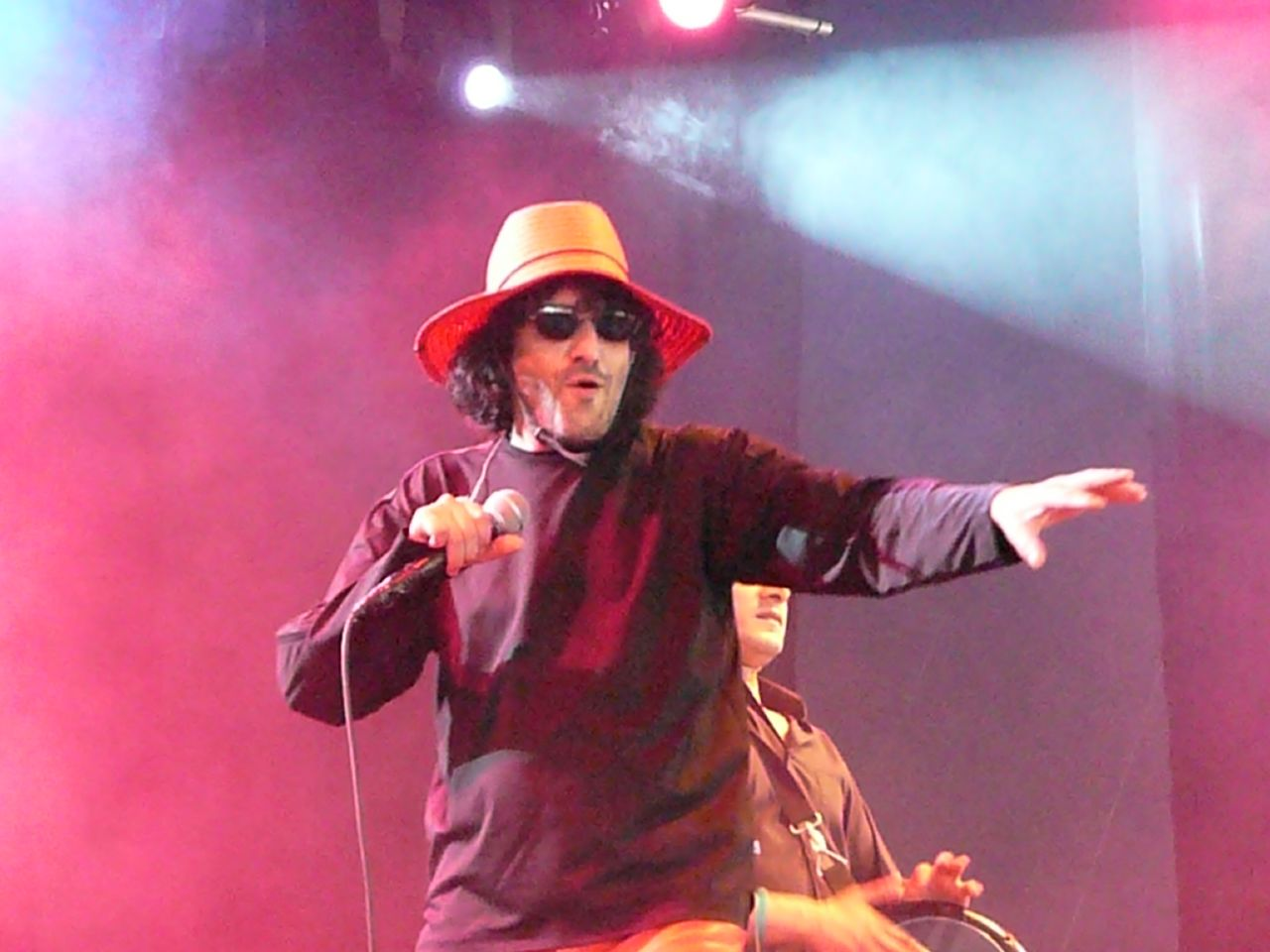
اجرای طاها در بلژیک

هنگام اجرای زنده، طاها لباس‌های مختلفی به تن می‌کرد، از جمله یک کلاه شاپو چرمی و بعدتر یک کلاه کابوی قرمز.  دومین و آخرین آلبوم پرآهنگ گروه با نام «رامسا» در سال ۱۹۸۶ منتشر شد. این گروه در سال ۱۹۸۹ منحل شد.

### سال‌های کار انفرادی
طاها در سال ۱۹۸۹ به پاریس رفت تا فعالیت انفرادی خود را آغاز کند. در یک مقطع به لس‌آنجلس دعوت شد تا با نوازنده دان واس که تهیه‌کننده‌ای در ارتباط با رولینگ استونز بود، کارهایی را ضبط کند. طاها برای صدای خود سازها و سبک‌های مختلفی را میکس کرد. گروه جدید او با ساز طبلی به‌نام گابلت درام، ضرباتی به سبک عربی می‌نواختند. به‌نظر می‌رسید که ممکن است موفقیت طاها به یک «موفقیت یک‌شبه» تبدیل شود، اما پس از انتشار آلبوم «باربس» (Barbès)، فروش اثرش در ایالات متحده ناامیدکننده شد؛ احتمالاً به این دلیل که آمریکایی‌ها در زمان اولین جنگ خلیج فارس علاقه‌ای به موسیقی عربی نداشتند.
در سال ۱۹۹۳، طاها دوباره با هیلاژ همکاری کرد که به تولید دومین آلبوم انفرادی او با نام رشید طاها کمک کرد و به او در دستیابی به نوعی «سنتز کلاب‌لند-رای» کمک کرد. هیلاژ از سال ۱۹۹۳ تا ۲۰۰۶ روی ۹ آلبوم انفرادی طاها کار کرد و به طاها کمک کرد تا در موسیقی خود به «ریشه‌های شمال آفریقا» بازگردد. در سال ۱۹۹۵ آلبومی را با عنوان اوله اوله با طاها منتشر کرد که شبیه یک «آندروژن آریایی» با موهای بلوند رنگ‌شده و لنزهای آبی بود، تا نکته‌ای را در مورد تعصب ضدعرب و «همجنس‌هراسی فرهنگ شمال آفریقا» بیان کند. در سال ۱۹۹۷ ترانه«یا رایح» او بسیار موفق شد. او در جزایر قناری نیز اجرا داشت.
در سال ۲۰۰۱، طاها ساخت مدینه را منتشر کرد و یک منتقد موسیقی اظهار داشت که او از یک «پالت کامل و متنوع ساز» همراه با «امکانات آوازی سرگیجه‌آوری که فراتر از هر سبکی» استفاده کرده است. این آلبوم در پاریس، نیواورلئان، و لندن با گروه موسیقی آمریکایی گلکتیک ضبط شد. طاها شباهت‌هایی بین موسیقی آفریقایی و آمریکایی دید و گفت «نیواورلئان مانند الجزیره است... هر دو در یک زمان مستعمره فرانسه بودند و حتی منطقه‌ای در آن‌جا به‌نام آلجایرز وجود دارد» و اشاره کرد که الگوهای درام لوئیزیانا زیدکو شبیه به موسیقی رای است. بنا به گفته هیلاژ ساخت مدینه ریشه‌های الجزایری، تکنو، موسیقی پاپ، و تأثیرات اولیه راک و پانک را با «سازگاری قابل توجهی» با آثار قبلی ترکیب کرده است. عناصری از اعتراض سیاسی در موسیقی او وجود داشت که باعث شد یک منتقد بی‌بی‌سی او را به‌عنوان «هنرمند مزاحمی که خطر به چالش کشیدن فرهنگ غیردموکراتیک خود را دارد» توصیف کرد.  گزارشی در گاردین حاکی از آن بود که طاها در موسیقی پاپ به جایگاه یک فرقه دست یافته است.

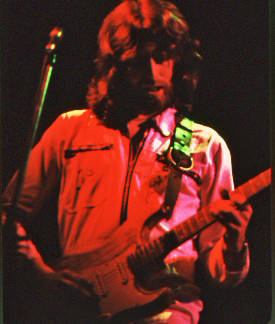
گیتاریست استیو هیلاژ نقش بزرگی در حرفه طاها به‌عنوان تهیه‌کننده داشت.

دیوان آلبوم موفقیت‌آمیز طاها به‌عنوان یک هنرمند انفرادی، پرفروش‌ترین آلبوم او بود، که شامل بازسازی آهنگ‌هایی از سنت‌های الجزایری و عربی بود. این آلبوم دارای سازهای سنتی مانند عود بود اما «کاور معاصری از سازهای کوبه‌ای و نمونه‌هایی اضافه شده بود». طبق یک روایت طاها با استفاده از ضربی معاصر و گیتار، عود را با سیم می‌آمیخت. آلبوم «تکیتوی» طاها که توسط استیو هیلاژ  تهیه شد و در سال ۲۰۰۴ منتشر شد و تحسین سایر نوازندگان راک را به همراه داشت. ترانه آهگ «عامیانه خیابانی» طبق بررسی در آبزرور، موسیقی «پژواک جو استرامر» داشت. در سال ۲۰۰۵ طاها با رابرت پلنت، پتی اسمیت و برایان اینو اجرا داشت.  او آهنگ «قصبه را بلرزان» د کلش را کاور کرد که نام عربی «راک القصبه» را دوباره نام‌گذاری کرد. این ترانه در سال ۲۰۰۷ در فیلمی در مورد جو استرامر، رهبر گروه د کلش با عنوان جو استرامر: آینده نانوشته است شنیده شد. این ترانه موسیقی راک را به‌عنوان «ممنوع اما غیرقابل توقف» پیشنهاد کرد.  طاها این آهنگ را به همراه میک جونز نوازنده د کلش اجرا کرد. گاردین ترانه «راک القصبه» را به‌عنوان یکی از ۵۰ ترانه کاور برتر انتخاب کرد.
طاها در سال ۲۰۰۶ در مراکش، در سال ۲۰۰۷ در کانادا برنامه اجرا کرد، و خبرنگاری از مونترال گازت عملکرد او را خیره کننده توصیف کرد:
رشید طاها ناامید نشد. ... طاها با ظاهر خیابانی خوش خود خم شد. طاها کلاهش را روی پایه میکروفون انداخت. سازهای کوبه‌ای موج می‌زدند، شیپور و کلیدهایش موج‌های شمال آفریقا را دوباره ایجاد می‌کردند. خیابان سنت کاترین دریایی از دست‌ها بود که کف می‌زدند. برخی از هواداران سعی کردند پرچم الجزایر را به اهتزاز درآورند و برای رقص رهایش کردند. طاها جمعیت را پایین آورد و سپس به «مرا گوش کن» از آلبوم دیوان ۲ که در مورد خیانت زنانه است، بازگشت. اما با توجه به این‌که همیشه یک زیرمتن در موسیقی طاها وجود دارد، دختران در قطعه  قصبه با ترومپت رقصیدند. – مونترال گازت, 2007

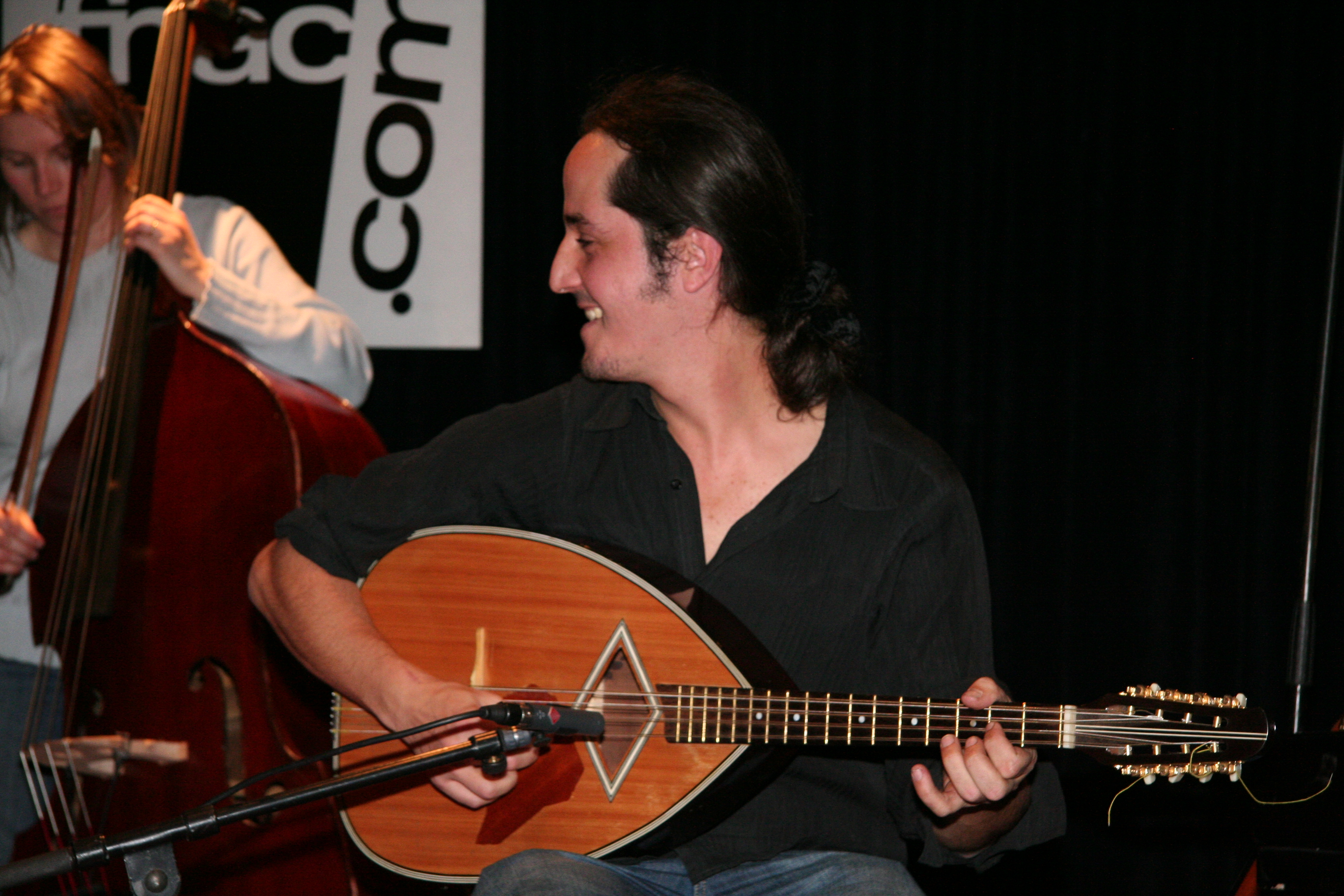
یک ماندول یا ماندولوت الجزایری که توسط یکی از اعضای پانک مون کوته نواخته می‌شود.

در سال ۲۰۰۸ با گروه دنگ فیور اجرا داشت. او به‌عنوان «هوادار وحشی پانک الجزایری» توصیف شد که در میان گروهی اجرا می‌کرد که کارشان شبیه به موسیقی غرب آفریقا بود، و بخشی از «آفریقا اکسپرس» بود که پاسخی به کمبود نوازندگان آفریقایی مانند باب گلدوف بود.
در سال ۲۰۰۸ طاها در جاهایی مانند کانادا بسیار برجسته شد، اما گزارش‌هایی وجود داشت که موسیقی او در ایرپلی فرانسه مشکل داشت. او با هنرمندان نیجریه‌ای فمی کوتی و سون کوتی فرزندان فلا کوتی در لاگوس و با برایان اینو در یک کنسرت ضدجنگ در لندن اجراهای داشت.
در سال ۲۰۰۹ آلبوم بونژور را با تهیه‌کنندگی گاتان راسل منتشر کرد. رابین دنسلو، منتقد موسیقی گاردین این آلبوم را «آرام‌ترشده» توصیف کرد. دنسلو نوشت: «از طاها بعید است که عمداً با بی‌اهمیت جلوه دادن تصویر یک شورشی وحشی، به‌دنبال بازاری جدید و گسترده‌تر باشد». دنسلو احساس می‌کرد که این آلبوم بیشتر تجاری است و از آثار هیجان‌انگیز او نیست. ترانه جلد او «قصبه را بلرزان» ادای احترامی به گیتاریست فقید د کلش، جو استرامر بود. در سال ۲۰۱۰ در تورنتو برای تماشاگران زیادی اجرا داشت. طاها با هنرمندی الجزایری مهدی حداب که عود می‌نوازد به اجرای برنامه پرداخت. ترانه «هابینا» در سال ۲۰۱۰ در فیلم این یک داستان خنده دار است قرار گرفت. گیتاریست کارلوس سانتانا آهنگ «میگرا» را ضبط کرد که بیش از ۲۵ میلیون نسخه فروخت. در سال‌های اخیر، طاها به کشورهایی از جمله ایالات متحده و دبی سفر کرد.
طاها در سال ۲۰۱۳ آلبوم زوم را منتشر کرد که توسط گیتاریست جاستین آدامز تهیه شده بود و مهمانان آن در اجرا میک جونز و برایان اینو بودند. جونز با طاها به عنوان بخشی از پروژه زوم تور برگزار کرد. این آلبوم شامل ضبط جدیدی از «وویلا، وویلا» بود. طاها همچنین ترانه «اکنون یا هرگز» را ضبط کرد (متن ترانه و موسیقی از آرون شرودر و والی گلد بود و قبلاً توسط الویس پریسلی ضبط شده بود) که در آن جین ادد به زبان انگلیسی آواز می‌خواند.

### ترانه‌های طاها در فیلم و بازی‌های کامپیوتری
آهنگ «بارا بارا» از آلبوم ساخت مدینه در فیلم سقوط شاهین سیاه (۲۰۰۱) و همچنین در تریلر ۲۰۰۸ بازی فار کرای ۲، و در فیلم جشن شکار (۲۰۰۷) نیز به نمایش درآمد.
ترانه «غراب» از آلبوم ساخت مدینه در سال ۲۰۰۲ در فیلم حقیقت درباره چارلیو همچنین در سال ۲۰۰۷ در فیلم خون و شکلات  استفاده شد
آهنگ «یا رایح» از آلبوم کارت بلانچ در فیلم یک چیز جدید (۲۰۰۶) استفاده شد
«یا رایح» توسط دو آهنگساز سانجیف–دارشان در موسیقی متن فیلم بالیوودی قلب به سرقت رفته است.

### نقدها
برخی از منتقدان صدای منحصربه‌فرد طاها را به استفاده او از ماندولوت نسبت می‌دهند که ترکیبی از عود سنتی با سازهای غمگین اروپایی است. یکی از منتقدان تنظیم‌های او را «کمی مطنطن» توصیف کرد، زیرا ریتم‌های شمال آفریقا و «تزئینات ارکستر زهی» را با «تکنوی بیگ بیت، گیتارهای الکتریک، صدای بو دیدلی، لد زپلین و دیگر صداهای مردانه» در هم آمیختند.
- فیلیپ برازور، منتقد موسیقی در ژاپن تایمز اظهار داشت که آلبوم ساخت مدینه طاها دارای «سرودهای عربی» بود که هدفش برانگیختن «هرجومرج عمومی جامعه» بود و شامل «ضربه‌های شکسته، گیتار فلامنکو، کرهای آفریقایی، ترانچ راک و آهنگ عاشقانه بود.»[۶۶]
- دنی ویزر، منتقد موسیقی، طاها را به‌خاطر تأکیدش بر این‌که بر هم‌وطنان عرب در شمال آفریقا به افتخار هر دو بخش هویت دوگانه، به عنوان عرب و آفریقایی، تحسین می‌کند، و همچنین از او به‌خاطر شخصیتی مسری‌ که در سراسر جهان می‌درخشد تمجید می‌کند. او اظهار داشت آلبوم پس از مرگ او، من آفریقایی هستم، که «می‌توان لبخند او را شنید، که در هنگام نواختن شروع به درخشش می‌کند؛ از طریق لحن صدای او می‌توان فهمید که به‌نظر می‌رسد واقعاً از اجرای موسیقی خود لذت می‌برد.»[۶۷]
- رابین دنسلو، منتقد موسیقی احساس کرد که آلبوم بونژور طاها آرام است. «او در این ترکیب از تصنیف‌های دلپذیر و پاپ جدید، بین عربی و فرانسوی در حال جابه‌جا است، با یادآوری گه‌گاه شور و خشم قدیمی.» [۶۸] دنسلو احساس کرد که آلبوم تکیتوی (۲۰۰۴) «قوی‌ترین و مستقیم‌ترین تلفیق از سبک‌های راک و شمال آفریقا تا به امروز است».[۶۹] دنسلو نوشت:

آمیختگی خشم و عصبانیت طاها به مجموعه‌ای از آهنگ‌ها چکانده شده است که با آکوردهای تند گیتار، ریف‌های ساده و اشعار خشم‌آلود (به زبان فرانسوی و عربی) با ظرافت و ناله‌ای از شمال آفریقا مطابقت دارد. - رابین دنسلو،  گاردین، 2007
نیویورک تایمز درباره ترانه «آه عشق من» (Ah Mon Amour) طاها نوشت:
ضرب‌آهنگ در این قطعه رای قرن بیست و یکم، کهن و با تکنولوژی بالایی است و نشان می‌دهد که یک طبل چقدر می‌تواند چون چنگ بنوازد. ترانه‌ها بین فرانسوی و عربی در رفت و آمدند، و به یاد داریم که رای از شهر وهران شروع شد، و قرار است پنجره‌هایش رو به دریا باشد تا فقط به شن‌های صحرا خیره شود. - دوایت گارنر، نیویورک تایمز، 2008
مارتین ونارد، منتقد موسیقی بی‌بی‌سی، موسیقی طاها را «ترکیبی فریبنده از موسیقی سنتی شمال آفریقا، راک، تکنو و رقص» توصیف کرد.
- فیلی مارکویتز، منتقد موسیقی کانادایی، آلبوم طاها را یکی از بهترین‌ها در سال ۲۰۰۵ معرفی کرد.[۷۱]
- آموب میوگ، منتقد موسیقی فرانسوی، طاها را یک «هنرمند التقاطی» توصیف کرد.[۷۲]

## زندگی شخصی و مرگ
طاها را فردی «اجتماعی» و «با لبخندهای سریع» توصیف کردند. فردی که دوست داشت در طول شب مهمانی باشد، همچنین یک گروه دوستان جهان‌وطنی داشت. از طاها نقل شده است که «من هرگز نخواستم فقط در محله خودم، جامعه خودم بمانم... این نوعی سازگاری است. شما باید ماجراجو باشید.»
طاها علاقه‌ای به سینمای معاصر فرانسه نداشت و گفت: «من ترجیح می‌دهم یک فیلم گنگ هالیوودی را ببینم تا یک فیلم برجسته مزخرف بورژوازی». او از منتقدان دولت بوش بود، اگرچه نظرات خود را به نفع بمباران ایران بیان کرد و گفت که «ایران نباید اجازه داشته باشد که سلاح هسته‌ای داشته باشد.»
طاها از ناهنجاری کیاری رنج می‌برد، که در سال ۱۹۸۷ تشخیص داده شد. «از این‌که مردم فکر می‌کنند روی صحنه مست هستم خسته شده‌ام. این‌ها علائم بیماری کیاری است. در حال تلو خوردن دیده می‌شوم زیرا تعادلم را از دست می‌دهم و متزلزل می‌شوم. کیاری این اختلال را در بدن ایجاد می‌کند».
طاها در ۱۲ سپتامبر ۲۰۱۸ شش روز قبل از تولد ۶۰ سالگی بر اثر حمله قلبی در خواب درگذشت. آلبوم من آفریقایی هستم که قبل از مرگ او به پایان رسیده بود، در ۲۰ سپتامبر ۲۰۱۹ پس از مرگش منتشر شد.